# Hermann August von Münchhausen

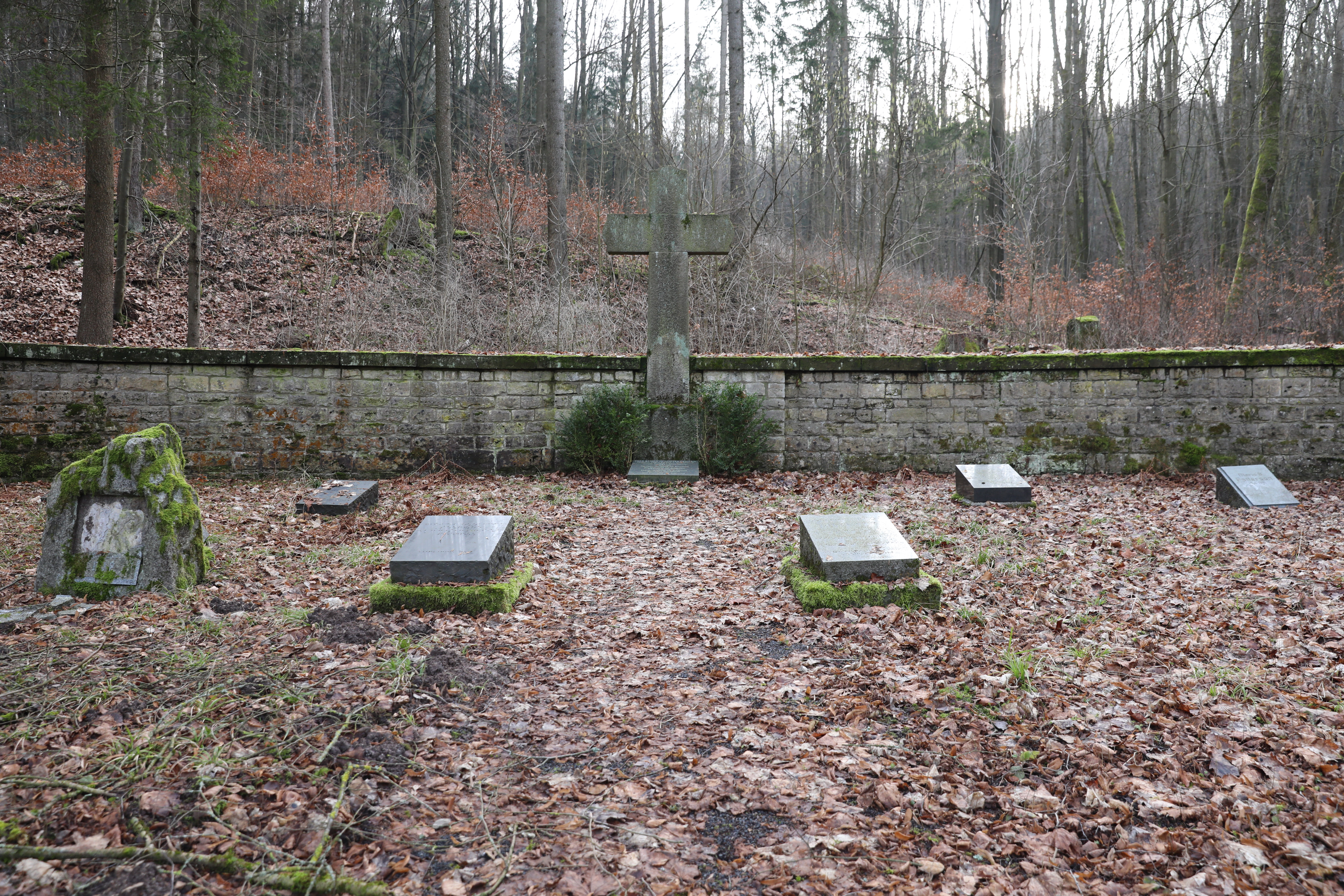
Begräbnisstätte oberhalb von Bockstadt

Hermann August Freiherr von Münchhausen (* 5. Juni 1856 in Bodenwerder; † 9. Januar 1922 in Bockstadt) war ein deutscher Gutsbesitzer und Pferdezüchter.
Er war Sohn des Rittergutsbesitzers Alexander Freiherr von Münchhausen. Münchhausen gehörte dem preußischen Militär an und schied als Oberstleutnant aus dem Dienst aus. Anschließend ging er nach Amerika und lernte dort auch seine Frau Annette (geb. Estep) kennen. Im Jahr 1885 heiratete das Paar in New York City, kehrte danach allerdings nach Deutschland zurück. Die beiden hatten zusammen fünf Töchter.
Nach der Rückkehr erwarb Münchhausen 1888 das Rittergut Bockstadt. Nachdem im 17. und 18. Jahrhundert die Eigentumsverhältnisse in Bockstadt fast jährlich gewechselt hatten, nahm die Guts- und Dorfentwicklung in Bockstadt unter dem Einfluss der Familie von Münchhausen vor allem im sozialen Bereich für damalige Verhältnisse eine positive Entwicklung. Münchhausen errichtete dort ein Gestüt. Zu diesem gehörte, neben den 38 ha Weidefläche, eine gestütseigene Galoppbahn sowie eine Reitbahn. Freiherr von Münchhausen züchtete die erfolgreichsten Pferde seiner Zeit. Berühmt war er insbesondere für die Zucht englischer Vollblutpferde. Sein Engagement für die Vollblutzucht und -sport war uneigennützig. Stets stellte er sein Handeln in den Dienst der Sache, auch als Vorstandsmitglied des 1879 gegründeten Rennvereins für Mitteldeutschland mit Sitz in Gotha.
Ende des 19. Jahrhunderts beauftragte Freiherr von Münchhausen den Architekten Karl Behlert mit dem Bau des neuen Schlosses. So entstand nach etwa vierjähriger Bauzeit ein großzügiges Gebäude im schottischen Landhausstil, umgeben von Parkanlagen, Alleen und Teichen.
Da Münchhausen keinen Sohn hatte, starb mit ihm seine Linie der Familie Münchhausen aus.